# Wikipédia en gujarati
Wikipédia en gujarati (en gujarati : વિકિપીડિયા:વિષે) est l’édition de Wikipédia en gujarati (ou gujarâtî), langue indique occidentale (de la famille des langues indo-aryennes) parlée dans l'État du  Gujarat en Inde. L'édition est lancée en décembre 2003. Son code est : gu.
Au 21 mars 2025, l'édition en gujarati contient 30 525 articles et compte 81 158 contributeurs, dont 75 contributeurs actifs et 3 administrateurs.

## Présentation

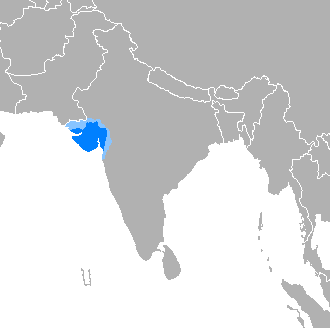
Aire de diffusion du gujarati.

## Statistiques
- En février 2009, l'édition en gujarati compte quelque 2 800 articles et 2 000 utilisateurs enregistrés.
- Le 4 octobre 2022, elle contient 29 986 articles et compte 70 004 contributeurs, dont 73 contributeurs actifs et 3 administrateurs.
- Le 17 août 2024, elle contient 30 433 articles et compte 79 117 contributeurs, dont 68 contributeurs actifs et 3 administrateurs.